# حرب السفن (لعبة)

صورة لقصاصة الورق المُستخدمة في اللعبة

حرب السفن هي لعبة تخمين شهيرة يلعبها شخصان، معروفة حول العالم باسم لعبة الورقة وقلم الرصاص. اخترعها المدعو كليفورد فون فيكلر في أوائل القرن العشرين، ولكنها لم تنتشر عالميًا إلا بعد أن نشرتها شركة ميلتون برادلي عام 1943 تحت اسمِ: الأطراف العريضة، لعبة الاستراتيجية الحربية البحرية (بالإنجليزية: Broadsides, the Game of Naval Strategy)‏.

## وصف اللعبة
تُلعب اللعبة على أربع ورقات؛ كل ورقة مقسمة إلى جدولٍ يحوي مربعات؛ لكل لاعبٍ ورقتان، وعادة ما تكون كل ورقة مقسمة إلى مربعات متوسطة الحجم موزعة بشكل 10x10، كل مربع معرف برقم وحرف، على الورقة الأولى يرسم اللاعب توزيع سفنه وعلى الورقة الأخرى يسجل ضرباته. قبل بداية اللعبة يوزع كل لاعب سفنه على الورقة دون أن يراه الخصم، وكل سفينة تحتل عدداً معيناً من المربعات المتوالية الترتيب على الورقة إما أفقيًّا أو عموديًّا، ولا يمكن للسفن أن تتقاطع مع بعضها.

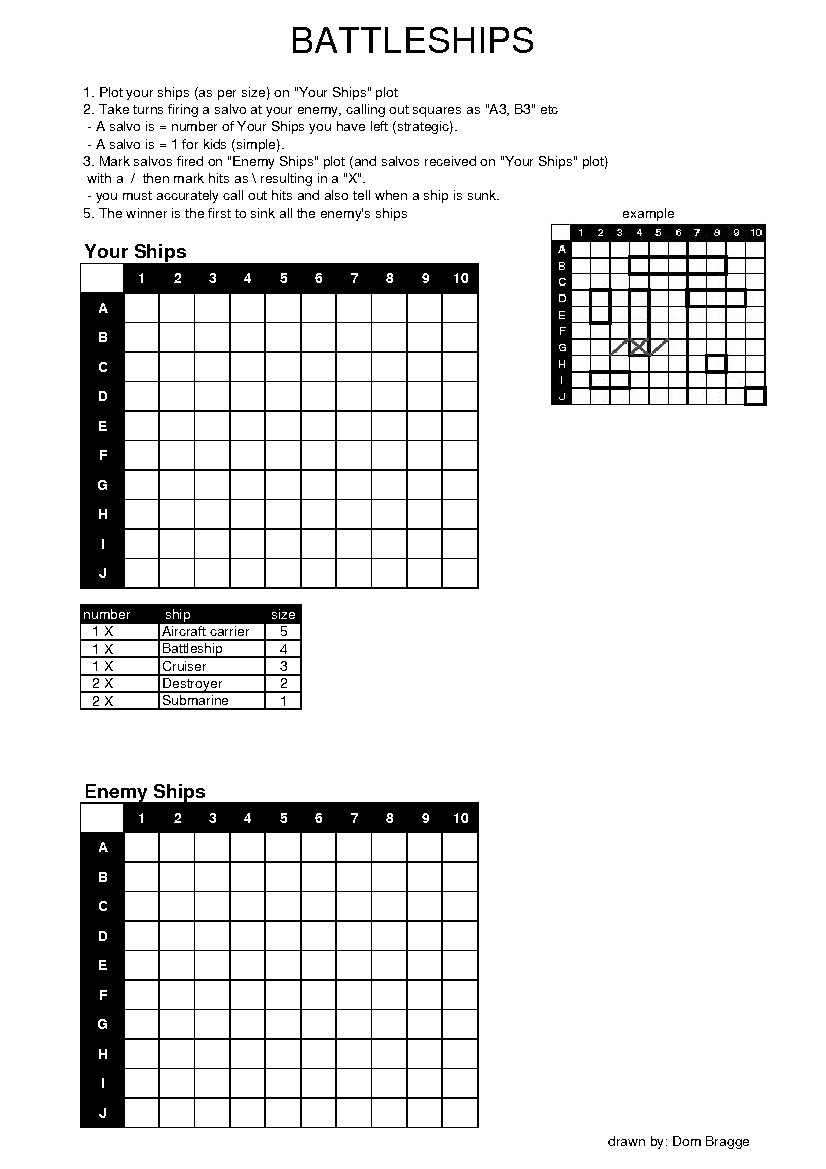
نسخة قابلة للطبع

هناك لائحتان قياسيتان للسفن في اللعبة ولكل نوع من أنواع السفن عدد معين من المربعات تحتله:
| نوع السفينة  | الحجم (عدد المربعات) |
| ------------ | -------------------- |
| حاملة طائرات | 5                    |
| سفينة حربية  | 4                    |
| مدمرة بحرية  | 3                    |
| غواصة        | 3                    |
| قارب دورية   | 2                    |

| نوع السفينة  | الحجم (عدد المربعات) |
| ------------ | -------------------- |
| حاملة طائرات | 5                    |
| سفينة حربية  | 4                    |
| طراد         | 3                    |
| غواصة        | 3                    |
| مدمرة بحرية  | 2                    |

## طريقة اللعب
بعد أن تُوزّع السفن تبدأ اللعبة على شكل دورات متعاقبة لكل لاعبٍ دورٌ يقوم فيه باختيار المربع الذي يود قصفه بإعطاء رقمه وحرفه، إذا كان المربع مشغولاً بجزء من سفينة الخصم يحصل اللاعب على ضربة، وعندما تُصاب كل مربعات سفينة معينة تغرق هذه السفينة، ويفوز في اللعبة من يُغرِقُ سفن الخصم أولًا.

## إصدارات أخرى
يوجد للعبة حرب السفن إصدارات إلكترونية ظهرت على أتاري وجيم بوي أدفانس ونينتندو وغيرها من أجهزة الألعاب الاكترونية. في عام 1977؛ أصدرت شركة ميلتون برادلي لعبة حرب السفن الإلكترونية وفي 1989 أصدرت لعبة حرب السفن الإلكترونية الناطقة.